# Le chant des fleurs
Le chant des fleurs is het tiende muziekalbum van de Franse gitarist Jean-Pascal Boffo. Het album is grotendeels gedurende augustus 2012 opgenomen. Boffo speelde in die tijd mee met de muziekgroep Alifair. 

## Musici
- Jean-Paul Boffo – gitaar
- Jo Cimatti – zang
- Pierre Cocq Amann – saxofoon, dwarsfluit
- Hervé Rouyer – percussie
- Laurent Payfert – contrabas
- Yoann Turpin – toetsinstrumenten
- François Michaud – viool
- Sarah Tanguy – cello
- Murat Oztürk – Fender Rhodes
- Frédéric Sold – geprepareerde piano en orkestraties
- Emmanuelle Guillot – harp
- Thierry Bonneaux – percussie
- Mathieu Reinert – trompet
- Alex Jous – hoorn
- Guilaaume Lebowski – trombone
- Jean René Maurat – piano
- Monique Pierrot – ondes martenot
- Aurore Reichert, Emmanuelle Guillot, Géraldine Matter, Véronique Vasseur, Viviane Moscatelli, Hélène Turak, Lucille Criere, Thierry Crusem, Laurent Keller - zang

## Muziek
| Nr. | Titel                                     | Duur |
| --- | ----------------------------------------- | ---- |
| 1.  | Raat Ki Rani (Boffo, Cimatti)             | 4:00 |
| 2.  | Sakura (Boffo)                            | 4:26 |
| 3.  | Zephyrus and Chloris (I) (Boffo, Cimatti) | 4:58 |
| 4.  | Belle de nuit (Boffo)                     | 3:31 |
| 5.  | Cornflowers fields (Boffo, Cimatti)       | 4:01 |
| 6.  | Garden of roses (Boffo)                   | 3:41 |
| 7.  | Zephyrus and Chloris (II) (Boffo)         | 4:47 |
| 8.  | Blue leaves (Boffo)                       | 4:13 |
| 9.  | Les fleurs du désert (Boffo)              | 4:24 |
| 10. | Moonflowers (Boffo)                       | 3:13 |
| 11. | Florilège (Boffo)                         | 3:53 |
| 12. | Forget me not (Boffo)                     | 3:04 |
| 13. | Primavera (Boffo)                         | 2:04 |
| 14. | Urantia (Boffo, Sold)                     | 7:03 |